# Thomas Soltau
Thomas Soltau (* 11. März 1982 in Gundsø) ist ein ehemaliger dänischer Basketballnationalspieler. 

## Karriere

### Vereine
Soltau spielte in der Jugend des Roskilde Basketball Club, im Sommer 2000 zudem zweimal für den Nachwuchs des FC Barcelona. Im selben Jahr war er einer von nur drei Europäern, die in das Prepstars Canada’s International World All Star Team berufen wurden. Mit dem dänischen Verein Herlev/BMS konnte er 2001 fünf Titel gewinnen, darunter die Dänische Meisterschaft und den Dänischen Pokal. Nach zahlreichen Angeboten verschiedener US-amerikanischer Universitäten entschied er sich für die Northwestern University und bestritt für die Hochschulmannschaft in der NCAA lediglich acht Spiele, ehe er Anfang 2003 nach Europa zurückging.
Im Januar 2003 wurde er vom italienischen Erstligisten Scavolini Pesaro getestet, wechselte dann im Februar aber zu Benetton Treviso. Mit Treviso wurde er 2003 italienischer Meister und erreichte das Finale der EuroLeague, das jedoch gegen den FC Barcelona verloren wurde. 
Nach einem kurzen Gastspiel bei SISU zog es ihn zu den Bayer Giants Leverkusen in die deutsche Bundesliga und 2005 in die 2. Bundesliga zur BSG Grevenbroich. Im Dezember 2005 unterschrieb er einen Vertrag beim italienischen Zweitligisten CoopSette Rimini, der jedoch aufgrund einer Knieverletzung bereits im nächsten Monat wieder aufgelöst wurde, woraufhin er im Februar 2006 zu ETB SW Essen wechselte und damit in die 2. Bundesliga zurückkehrte.
2006 ging er in die isländische Stadt Keflavík und spielte mit dem Club in der FIBA EuroCup Challenge. Zudem konnte der Powerade-Cup gewonnen werden. 
Es folgten Engagements beim schwedischen Verein Norrköping Dolphins und bei FOG Næstved in Dänemark. 2008 wurde er im All-Star Game der dänischen Liga eingesetzt. Im November 2008 spielte er probeweise für den niederländischen Klub West-Brabant Giants aus Bergen op Zoom, bevor er nach Rumänien zu den Gaz Metan Mediaș wechselte. Von 2009 bis 2011 spielte er erneut für SISU.

### Nationalmannschaft
Soltau nahm 1998 mit der U-17-Nationalmannschaft am Nordic Cup teil, 1999 wurde er in vier Spielen des European Youth Olympic Festivals eingesetzt. Insgesamt bestritt er 46 Spiele für dänische Junioren-Nationalmannschaften (U-17, U-18, U-20).
Für Dänemark spielte er 2006 erneut beim Nordic Cup und 2007 beim Vivatel Cup in Sofia.